# 미도리구 (지바시)
미도리구(일본어: 緑区)는 일본 지바현 지바시의 6개 구 중 하나이다. 최근 구내 곳곳에 택지가 조성되어 인구가 증가하고 있다.

## 지리
지바시의 남동쪽에 위치하고 북쪽으로 주오구, 와카바구와 접하고 동쪽으로 모바라시, 오아미시라사토정, 남쪽으로 이치하라시와 접한다.

## 역사
1992년 4월 1일 지바시가 정령지정도시가 되면서 구가 설치되었다.

## 교통

### 철도
- 동일본 여객철도 소토보선
- 게이세이 전철 지하라선